# فرط ضغط الدم الإسعافي

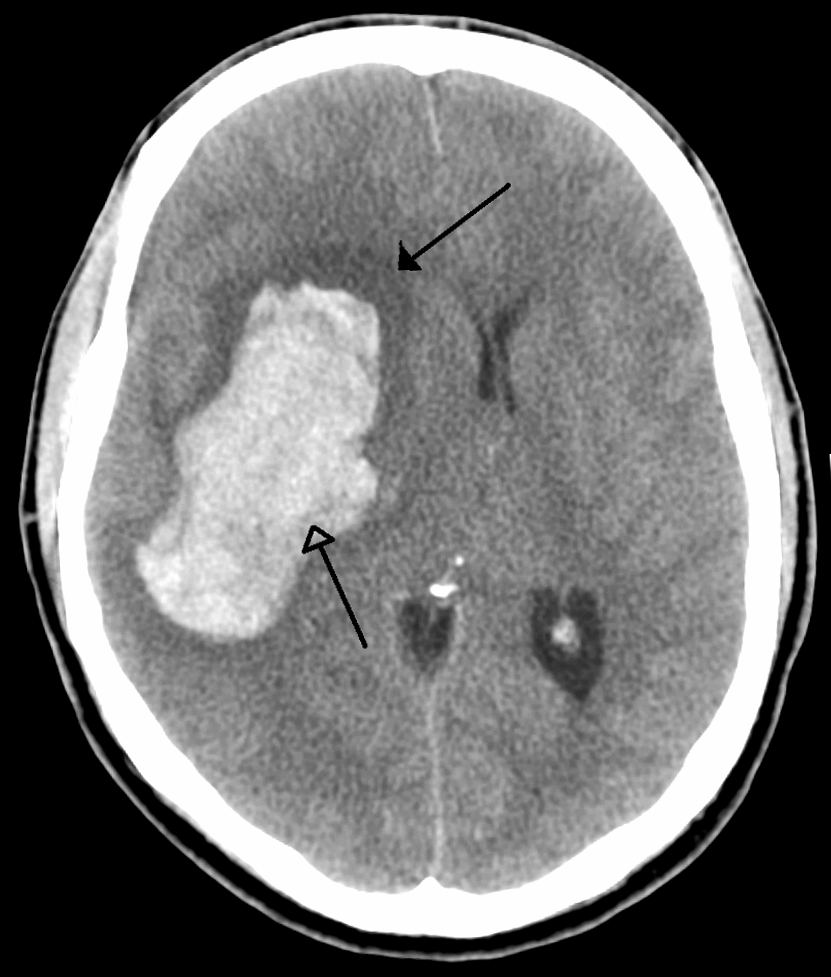
تصوير مقطعي يصور نزيفًا داخل الجمجمة، وهو أحد المضاعفات المحتملة لحالات فرط ضغط الدم الإسعافي. المرضى الذين يعانون من نزف داخل الجمجمة يعانون من صداع جديد وعجز عصبي.

فرط ضغط الدم الإسعافي أو حالة طوارئ ارتفاع ضغط الدم (بالإنجليزية: Hypertensive emergency) هي ارتفاع شديد في ضغط الدم مع أعراض قد تهدد الحياة وعلامات تلف حاد لواحد أو أكثر من أجهزة الأعضاء (خاصة الدماغ أو العينين أو القلب أو الشريان الأورطي أو الكلى). وهو يختلف عن إلحاح ارتفاع ضغط الدم من خلال هذا الدليل الإضافي على تلف الأعضاء الوشيك الذي لا يمكن علاجه بسبب ارتفاع ضغط الدم. غالبًا ما يكون ضغط الدم أعلى من 200/120 ملم زئبق، ولكن لا توجد قيم قطع مقبولة عالميًا.

## العلامات والأعراض
قد تشمل الأعراض الصداع أو الغثيان أو القيء. قد يحدث ألم في الصدر بسبب زيادة عبء العمل على القلب مما يؤدي إلى عدم كفاية توصيل الأكسجين لتلبية الاحتياجات الأيضية لعضلة القلب. قد تتأثر الكلى، مما يؤدي إلى ظهور الدم أو البروتين في البول، والفشل الكلوي الحاد. يمكن أن يعاني الأشخاص من انخفاض إنتاج البول، واحتباس السوائل، والارتباك.
يمكن أن تشمل العلامات والأعراض الأخرى ما يلي:
- ألم صدر
- إيقاعات القلب غير طبيعية
- صداع
- نزيف في الأنف يصعب إيقافه
- ضيق التنفس
- الإغماء أو الإحساس بأن العالم يدور من حولهم (الدوار)
- قلق شديد
- التحريض
- تغيير الحاله العقلية
- أحاسيس غير طبيعية

المظاهر الأكثر شيوعًا لحالات الطوارئ المرتبطة بارتفاع ضغط الدم هي الاحتشاء الدماغي (24.5%)، والوذمة الرئوية (22.5%)، واعتلال الدماغ الناتج عن ارتفاع ضغط الدم (16.3%)، وقصور القلب الاحتقاني (12%). تشمل المظاهر الأقل شيوعًا النزيف داخل الجمجمة، وتسلخ الأبهر، ومقدمات الارتعاج أو تسمم الحمل.
يمكن أن يؤدي الارتفاع الهائل والسريع في ضغط الدم إلى حدوث أي من هذه الأعراض، ويستدعي المزيد من العمل من قبل الأطباء. يشمل الفحص البدني قياس ضغط الدم في كلا الذراعين. تشمل الاختبارات المعملية التي سيتم إجراؤها علم سموم البول، ومستوى السكر في الدم، ولوحة التمثيل الغذائي الأساسية لتقييم وظائف الكلى، أو لوحة التمثيل الغذائي الكاملة لتقييم وظائف الكبد، وتخطيط القلب، والأشعة السينية للصدر، وفحص الحمل.

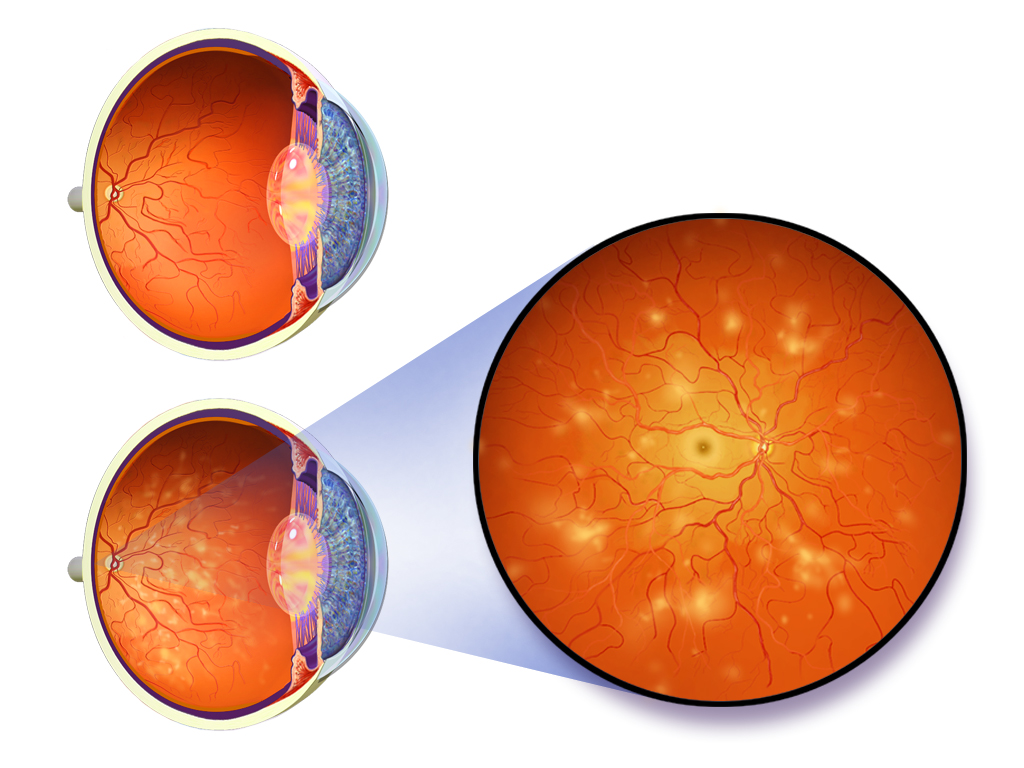
منظر بالمنظار للعين المصابة باعتلال الشبكية السكري. كما هو الحال مع اعتلال الشبكية الناتج عن ارتفاع ضغط الدم، يمكن رؤية دليل على احتشاء الألياف العصبية بسبب نقص التروية (بقع القطن والصوف) في الفحص السريري.

قد تظهر على العيون نزيف في شبكية العين، أو إفرازات، أو بقع من الصوف القطني، أو نزيف شظايا متفرق، أو تورم في القرص البصري يسمى وذمة حليمة العصب البصري.

## الأسباب
تساهم العديد من العوامل والأسباب في حدوث أزمات ارتفاع ضغط الدم. السبب الأكثر شيوعًا هو المرضى الذين تم تشخيصهم بارتفاع ضغط الدم المزمن والذين توقفوا عن تناول الأدوية المضادة لارتفاع ضغط الدم.
الأسباب الشائعة الأخرى لأزمات ارتفاع ضغط الدم هي فرط النشاط اللاإرادي مثل ورم القواتم، وأمراض الكولاجين الوعائية، وتعاطي المخدرات وخاصة المنشطات، والكوكايين والأمفيتامينات ونظائرها البديلة، ومثبطات أوكسيديز أحادي الأمين أو التفاعلات بين الغذاء والدواء، واضطرابات الحبل الشوكي، والتهاب كبيبات الكلى، وصدمات الرأس، والأورام، وتسمم الحمل، فرط نشاط الغدة الدرقية وارتفاع ضغط الدم الوعائي. تم اكتشاف أن الأشخاص الذين ينسحبون من الأدوية مثل الكلونيدين أو حاصرات بيتا يصابون في كثير من الأحيان بأزمات ارتفاع ضغط الدم. من المهم ملاحظة أن هذه الحالات موجودة خارج حالات طوارئ ارتفاع ضغط الدم، حيث أن المرضى الذين تم تشخيص إصابتهم بهذه الحالات يكونون أكثر عرضة لخطر حالات طوارئ ارتفاع ضغط الدم أو فشل الأعضاء.

## الفيزيولوجيا المرضية

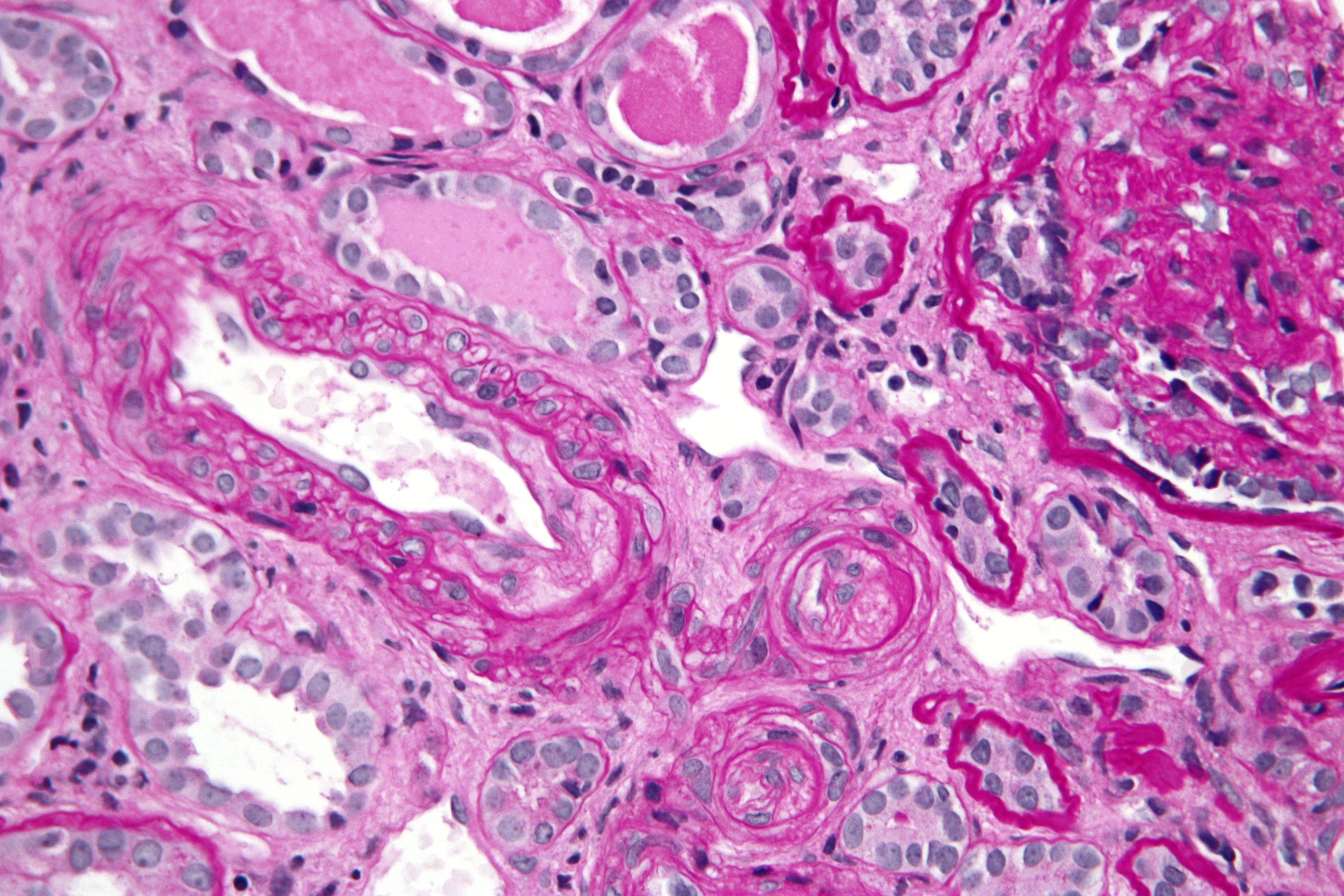
خزعة الكلى تظهر اعتلال الأوعية الدقيقة الخثاري، وهو اكتشاف نسيجي يظهر في ارتفاع ضغط الدم الخبيث

الفيزيولوجيا المرضية لحالات ارتفاع ضغط الدم الطارئة ليست مفهومة جيدًا. يعد فشل التنظيم الذاتي الطبيعي والارتفاع المفاجئ في مقاومة الأوعية الدموية الجهازية من المكونات الأولية النموذجية لعملية المرض.
تشمل الفيزيولوجيا المرضية الطارئة لارتفاع ضغط الدم ما يلي:
- زيادة مفاجئة في مقاومة الأوعية الدموية الجهازية، من المحتمل أن تكون مرتبطة بمضيقات الأوعية الخلطية.
- إصابة البطانية والخلل الوظيفي.
- نخر الفبرينويد في الشرايين.
- ترسب الصفائح الدموية والفيبرين.
- انهيار وظيفة التنظيم الذاتي العادية.

يؤدي نقص التروية الناتج إلى إطلاق المزيد من المواد الفعالة في الأوعية بما في ذلك البروستاجلاندين، والجذور الحرة، وعوامل النمو الخثاري/الانقسامي، مما يكمل الحلقة المفرغة من التغيرات الالتهابية. إذا لم يتم إيقاف العملية، يبدأ فشل التوازن، مما يؤدي إلى فقدان التنظيم الذاتي الدماغي والمحلي، ونقص تروية الجهاز العضوي وخلل وظيفي، واحتشاء عضلة القلب. تم العثور على إصابة عضو واحد في حوالي 83% من مرضى ارتفاع ضغط الدم في حالات الطوارئ، وإصابة عضوين في حوالي 14% من المرضى، وفشل أعضاء متعددة (فشل في 3 أجهزة أعضاء على الأقل) في حوالي 3% من المرضى.
في الدماغ، يعد اعتلال الدماغ الناتج عن ارتفاع ضغط الدم - الذي يتميز بارتفاع ضغط الدم وتغير الحالة العقلية وتورم القرص البصري - مظهرًا من مظاهر الخلل في التنظيم الذاتي الدماغي. التنظيم الذاتي الدماغي هو قدرة الأوعية الدموية في الدماغ على الحفاظ على تدفق الدم المستمر. يمكن للأشخاص الذين يعانون من ارتفاع ضغط الدم المزمن أن يتحملوا ارتفاع الضغط الشرياني قبل أن يتعطل نظام التنظيم الذاتي لديهم. يعاني مرضى ارتفاع ضغط الدم أيضًا من زيادة المقاومة الوعائية الدماغية مما يعرضهم لخطر أكبر للإصابة بنقص التروية الدماغية إذا انخفض تدفق الدم إلى نطاق ضغط الدم الطبيعي. من ناحية أخرى، فإن الارتفاع المفاجئ أو السريع في ضغط الدم قد يسبب فرط التروية وزيادة تدفق الدم إلى المخ، مما يسبب زيادة الضغط داخل الجمجمة ووذمة دماغية، مع زيادة خطر النزيف داخل الجمجمة.
في القلب، زيادة تصلب الشرايين، وزيادة ضغط الدم الانقباضي، واتساع ضغوط النبض، وكلها ناتجة عن ارتفاع ضغط الدم المزمن، يمكن أن تسبب أضرارًا كبيرة. تنخفض ضغط التروية التاجية بهذه العوامل، مما يؤدي أيضًا إلى زيادة استهلاك الأكسجين في عضلة القلب، مما قد يؤدي إلى تضخم البطين الأيسر. عندما يصبح البطين الأيسر غير قادر على تعويض الارتفاع الحاد في مقاومة الأوعية الدموية الجهازية، قد يحدث فشل البطين الأيسر وذمة رئوية أو نقص تروية عضلة القلب.
في الكلى، ارتفاع ضغط الدم المزمن له تأثير كبير على الأوعية الدموية في الكلى، مما يؤدي إلى تغيرات مرضية في الشرايين الصغيرة في الكلى. تتطور الشرايين المصابة إلى خلل في بطانة الأوعية الدموية وضعف في توسع الأوعية الطبيعي، مما يغير التنظيم الذاتي للكلى. عندما يتعطل نظام التنظيم الذاتي للكلى، يبدأ الضغط داخل الكبيبات بالتغير بشكل مباشر مع الضغط الشرياني الجهازي، وبالتالي لا يوفر أي حماية للكلية أثناء تقلبات ضغط الدم. يمكن تنشيط نظام الرينين-الألدوستيرون-أنجيوتنسين ، مما يؤدي إلى مزيد من انقباض الأوعية الدموية والضرر. خلال أزمة ارتفاع ضغط الدم، يمكن أن يؤدي ذلك إلى نقص تروية الكلى الحاد، مع انخفاض تدفق الدم، وتورط الأعضاء الأخرى، والخلل الوظيفي اللاحق. بعد حدوث حدث حاد، يستمر هذا الخلل البطاني لسنوات.

## التشخيص
يُستخدم مصطلح طوارئ ارتفاع ضغط الدم في المقام الأول كمصطلح محدد لأزمة ارتفاع ضغط الدم التي يكون فيها ضغط الدم الانبساطي أكبر من أو يساوي 120 ملم زئبقي أو ضغط الدم الانقباضي أكبر من أو يساوي 180 ملم زئبق. تختلف طوارئ ارتفاع ضغط الدم عن إلحاح ارتفاع ضغط الدم في أنه في الحالة الأولى، هناك دليل على تلف حاد في الأعضاء. يُعرف كلا التعريفين مجتمعين باسم ارتفاع ضغط الدم الخبيث، على الرغم من استبدال هذا المصطلح الطبي.
في المريضة الحامل، تعريف حالة ارتفاع ضغط الدم الطارئة (التي من المحتمل أن تكون ثانوية لمقدمات الارتعاج أو تسمم الحمل) هو فقط ضغط دم يتجاوز 160 ملم زئبقي من ضغط الدم الانقباضي أو 110 ملم زئبقي من ضغط الدم الانبساطي.

## العلاج
في حالات ارتفاع ضغط الدم الطارئة، يجب أن يكون العلاج أولاً هو تثبيت مجرى الهواء والتنفس والدورة الدموية للمريض وفقًا لإرشادات ACLS. يجب أن يتم خفض ضغط الدم لدى المرضى ببطء على مدى دقائق إلى ساعات باستخدام عامل خافض لضغط الدم. تتضمن الأهداف الموثقة لضغط الدم انخفاضًا في متوسط الضغط الشرياني بنسبة أقل من أو تساوي 25% خلال أول 8 ساعات من الطوارئ. إذا انخفض ضغط الدم بقوة، يكون المرضى أكثر عرضة لخطر حدوث مضاعفات بما في ذلك السكتة الدماغية أو العمى أو الفشل الكلوي. يوصى باستخدام عدة فئات من الأدوية المضادة لارتفاع ضغط الدم، ويعتمد الاختيار على سبب أزمة ارتفاع ضغط الدم، وشدة الارتفاع في ضغط الدم، وضغط الدم الأساسي للمريض قبل حالة ارتفاع ضغط الدم الطارئة. سيحاول الأطباء تحديد سبب ارتفاع ضغط الدم لدى المريض، بما في ذلك التصوير الشعاعي للصدر، والدراسات المخبرية للمصل لتقييم وظائف الكلى، وتحليل البول، لأن ذلك سيغير نهج العلاج لنظام أكثر توجيهًا للمريض.
تختلف حالات ارتفاع ضغط الدم الطارئة عن إلحاح ارتفاع ضغط الدم من حيث أنها تعالج بالحقن، بينما في حالات الطوارئ يوصى باستخدام مضادات ارتفاع ضغط الدم عن طريق الفم لتقليل خطر حدوث مضاعفات انخفاض ضغط الدم أو نقص التروية. تصنف العوامل الوريدية إلى حاصرات بيتا، حاصرات قنوات الكالسيوم، موسعات الأوعية الجهازية، أو غيرها ( فينولدوبام ، فينتولامين، كلونيدين). تشمل الأدوية اللابيتالول، والنيكارديبين، والهيدرالازين، ونيتروبروسيد الصوديوم، والإسمولول، والنيفيديبين، والمينوكسيديل، والإسراديبين، والكلونيدين، والكلوربرومازين. تعمل هذه الأدوية من خلال مجموعة متنوعة من الآليات. لابيتالول هو حاصرات بيتا مع عداء خفيف للألفا، مما يقلل من قدرة نشاط الكاتيكولامين على زيادة المقاومة الوعائية الجهازية، بينما يقلل أيضًا من معدل ضربات القلب والحاجة إلى الأكسجين في عضلة القلب. نيكارديبين، ونيفيديبين، وإسراديبين هي حاصرات قنوات الكالسيوم التي تعمل على تقليل المقاومة الوعائية الجهازية وبالتالي خفض ضغط الدم. الهيدرالازين ونيتروبروسيد الصوديوم من موسعات الأوعية الدموية الجهازية، مما يقلل من التحميل التالي، ولكن يمكن العثور على عدم انتظام دقات القلب المنعكس، مما يجعل من المحتمل أن يكونا اختيارين للخط الثاني أو الثالث. كان نيتروبروسيد الصوديوم في السابق خيار الخط الأول بسبب ظهوره السريع، على الرغم من أنه الآن أقل استخدامًا بسبب آثاره الجانبية، والانخفاض الحاد في ضغط الدم، وسمية السيانيد. يُمنع أيضًا استخدام نيتروبروسيد الصوديوم في المرضى الذين يعانون من احتشاء عضلة القلب، بسبب سرقة الشريان التاجي. من المهم مرة أخرى أن يتم خفض ضغط الدم ببطء. الهدف الأولي في حالات ارتفاع ضغط الدم الطارئة هو خفض الضغط بما لا يزيد عن 25% من متوسط الضغط الشرياني. الانخفاض المفرط في ضغط الدم يمكن أن يعجل بنقص تروية الشريان التاجي أو الدماغي أو الكلوي وربما الاحتشاء.
لا تعتمد حالة طوارئ ارتفاع ضغط الدم فقط على المستوى المطلق لضغط الدم، ولكن أيضًا على ضغط الدم الأساسي للمريض قبل حدوث أزمة ارتفاع ضغط الدم. الأفراد الذين لديهم تاريخ من ارتفاع ضغط الدم المزمن قد لا يتحملون ضغط الدم "الطبيعي"، وبالتالي يمكن أن تظهر عليهم أعراض انخفاض ضغط الدم ، بما في ذلك التعب أو الدوار أو الغثيان أو القيء أو الإغماء.
| انخفاض بنسبة 25% في متوسط الضغط الشرياني، وضغط الدم الانبساطي فوق 100                                                     |
| --- |
| ضغط الدم الانقباضي <160 مم زئبق أو ضغط الدم الانبساطي <110 مم زئبقي                                                       |
| مراقبة أهداف ضغط الدم، والتأكد من عدم الانخفاض السريع في ضغط الدم أقل من 160 ضغط الدم الانقباضي أو 100 ضغط الدم الانبساطي |
| في حالة عدم وجود تلف في العضو النهائي، قم بمراقبة المرضى                                                                  |

## مآل المرض
ارتفاع ضغط الدم الشديد هو حالة طبية خطيرة وربما تهدد الحياة. تشير التقديرات إلى أن الأشخاص الذين لا يتلقون العلاج المناسب يعيشون فقط في المتوسط حوالي ثلاث سنوات بعد الحدث.
تعتمد معدلات المراضة والوفيات في حالات ارتفاع ضغط الدم الطارئة على مدى الخلل الوظيفي في العضو النهائي وقت العرض ودرجة التحكم في ضغط الدم بعد ذلك. مع التحكم الجيد في ضغط الدم والالتزام بالأدوية، يقترب معدل البقاء على قيد الحياة لمدة 5 سنوات للمرضى الذين يعانون من أزمات ارتفاع ضغط الدم من 55%.
تزداد مخاطر الإصابة بمرض يهدد الحياة ويؤثر على القلب أو الدماغ مع زيادة تدفق الدم. عادة، النوبة القلبية الإقفارية والسكتة الدماغية هي الأسباب التي تؤدي إلى الوفاة لدى المرضى الذين يعانون من ارتفاع ضغط الدم الشديد. ومن المقدر أن لكل 20 ملم زئبق الانقباضي أو 10 ملم زئبق زيادة الانبساطي في ضغط الدم فوق 115/75 ملم زئبق، يتضاعف معدل الوفيات بسبب أمراض القلب الإقفارية والسرطان والسكتة الدماغية.
عواقب ارتفاع ضغط الدم في حالات الطوارئ تنتج بعد ارتفاعات طويلة في ضغط الدم وما يرتبط بها من خلل وظيفي في العضو النهائي. قد يحدث تلف حاد في الأعضاء النهائية، مما يؤثر على الجهاز العصبي أو القلب والأوعية الدموية أو الكلى أو أجهزة الأعضاء الأخرى. بعض الأمثلة على الأضرار العصبية تشمل اعتلال الدماغ الناتج عن ارتفاع ضغط الدم، وحوادث الأوعية الدموية الدماغية / احتشاء دماغي، ونزيف تحت العنكبوتية، ونزيف داخل الجمجمة. يمكن أن يشمل تلف نظام القلب والأوعية الدموية نقص تروية/ احتشاء عضلة القلب، والخلل الحاد في البطين الأيسر، والوذمة الرئوية الحادة، وتسلخ الأبهر. يمكن أن تشمل الأضرار الأخرى التي تصيب الأعضاء النهائية الفشل الكلوي الحاد أو القصور الكلوي، واعتلال الشبكية، وتسمم الحمل، وسرطان الرئة، وسرطان الدماغ، وسرطان الدم، وفقر الدم الانحلالي بسبب اعتلال الأوعية الدقيقة.

## وبائيات
في عام 2000، قُدر أن مليار شخص في جميع أنحاء العالم يعانون من ارتفاع ضغط الدم، مما يجعله الحالة الأكثر انتشارًا في العالم. يعاني ما يقرب من 60 مليون أمريكي من ارتفاع ضغط الدم المزمن، ويعاني 1% من هؤلاء الأفراد من نوبة ارتفاع ضغط الدم الملحة. في أقسام الطوارئ والعيادات في جميع أنحاء الولايات المتحدة، يشتبه في أن معدل انتشار ارتفاع ضغط الدم الملح يتراوح بين 3-5٪. تم العثور على 25% من أزمات ارتفاع ضغط الدم لتكون طارئة مقابل ارتفاع ضغط الدم عند تقديمها إلى غرفة الطوارئ.
عوامل الخطر لحالات ارتفاع ضغط الدم الطارئة تشمل العمر، والسمنة، وعدم الامتثال للأدوية المضادة لارتفاع ضغط الدم، والجنس الأنثوي، والعرق القوقازي، والسكري الموجود مسبقًا أو مرض الشريان التاجي، والأمراض العقلية، ونمط الحياة المستقر. خلصت العديد من الدراسات إلى أن الأمريكيين من أصل أفريقي لديهم نسبة أكبر من ارتفاع ضغط الدم ومعدلات مراضة ووفيات أكبر بسبب مرض ارتفاع ضغط الدم مقارنة بالبيض غير اللاتينيين، ولكن أزمات ارتفاع ضغط الدم لديها نسبة أكبر في القوقازيين. على الرغم من أن ارتفاع ضغط الدم الشديد أكثر شيوعًا عند كبار السن، إلا أنه قد يحدث عند الأطفال (على الرغم من أنه نادر جدًا)، على الأرجح بسبب الخلل الأيضي أو الهرموني. في عام 2014، حددت مراجعة منهجية أن النساء يعانين من زيادة طفيفة في مخاطر الإصابة بأزمات ارتفاع ضغط الدم مقارنة بالرجال.
مع استخدام مضادات ارتفاع ضغط الدم، انخفضت معدلات حالات ارتفاع ضغط الدم الطارئة من 7٪ إلى 1٪ من المرضى الذين يعانون من إلحاح ارتفاع ضغط الدم.
16% من المرضى الذين يعانون من ارتفاع ضغط الدم الطارئ لا يمكن أن يكون لديهم تاريخ معروف لارتفاع ضغط الدم.